# Larrés
Larrés est un village de la province de Huesca, situé à environ quatre kilomètres au nord-ouest de la ville de Sabiñánigo, à 912 mètres d'altitude. Il compte 70 habitants d'après le dernier recensement (2020). De nombreuses maisons (casas El Maestro, Sanvicente, El Cirujano, Julián, Jaime y Andrés Tomás) sont des exemples de l'architecture traditionnelle du Serrablo. 
Le château de Larrés est classé bien d'intérêt culturel depuis 2006 et accueille une collection de dessins d'artistes espagnols (Ignacio Zuloaga, Salvador Dalí...), notamment aragonais (Francisco Pradilla, Ramón Acín Aquilué, Honorio García Condoy...).